# 克雷斯特伍德 (密蘇里州)
克雷斯特伍德（英語：Crestwood）是位於美國密蘇里州聖路易斯縣的城市。

## 人口
根據2020年美國人口普查的數據，克雷斯特伍德的面積為9.29平方千米，皆為陸地。當地共有人口12404人，而人口密度為每平方千米1,335人。